# Liste de jeux vidéo Transformers
Les jeux vidéo Transformers forment une série de jeux vidéo s'inscrivant dans des genres divers. Certains jeux proposent des scénarios originaux quand d'autres adaptent des contenus spécifiques de la franchise Transformers (séries animées, films, etc.).